# Матильда де Даммартен

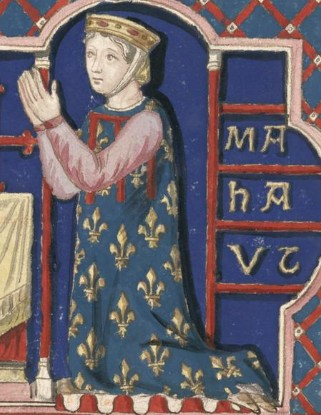
Матильда Булонская, королева Португалии

Матильда де Даммартен (1202 — январь 1259) — графиня Даммартена, Булони и Омаля с 1223 года, королева-консорт Португалии в 1248—1253 годах.

## Биография
Матильда была дочерью Иды Булонской и Рено де Даммартена. Её отец попал в плен в битве при Бувине, а мать вскоре после этого умерла.
В 1218 году король Франции Филипп Август женил на Матильде своего младшего сына Филиппа Юрпеля, графа Клермон-ан-Бовези, чтобы контролировать её владения. После смерти короля Филипп и Матильда стали править более независимо, развивая экономику своих земель и строя укрепления, а при Бланке Кастильской и вовсе перешли в оппозицию.
В 1234 или 1235 году Филипп умер, и Матильда три года правила самостоятельно, хотя ей пришлось уступить Омаль своему дяде. В 1237 году она принесла вассальную клятву Роберту, графу Артуа.
В 1238 году Матильда вышла замуж за жившего во Франции португальского инфанта Афонсу, в 1248 году взошедшего на престол. Афонсу был моложе жены, и выживших детей у них не было. В 1253 году король развёлся с потерявшей способность к деторождению женой.
В 1259 или 1260 году графиня умерла, хотя подданные ещё долго упоминали в документах мирные «времена графини Махо». Единственный переживший её сын к тому времени отказался от всех титулов, и наследство Матильды стало предметом споров. В итоге Булонь досталась её кузине Аделаиде, графине Овернской. Графство Даммартен унаследовал Матьё де Три - её двоюродный брат.

## Дети
- От брака с Филиппом Юрпелем:
  - Жанна (1219—1252) — жена Гоше де Шатильона, сеньора де Донзи и наследника графства Невер.
  - Альдерик (1222—1284) — граф Клермон-ан-Бовези, по неизвестным причинам отказался от титулов в пользу сестры и уехал в Англию.
- От брака с Афонсу Португальским:
  - Роберт (1239) — умер в младенчестве.
  - Сын (1240) — умер в младенчестве.